# Jiří Louda
Jiří Louda (ur. 3 października 1920 w Kutnej Horze, zm. 1 września 2015 w Ołomuńcu) – czeski heraldyk, weksylolog, grafik, pułkownik w stanie spoczynku.
Autor wielu prac z zakresu heraldyki i projektów herbów, m.in. obecnego herbu Czech, jednego z projektów herbu Czechosłowacji i obecnego sztandaru prezydenta republiki.
Był członkiem Międzynarodowej Akademii Heraldyki (Académie Internationale d´Heraldique) w Genewie, Heraldry Society w Londynie i Société Francaise d Héraldique et sigillographie w Paryżu, członek Society of Heraldic Arts. Był członkiem komisji heraldycznej czeskiego parlamentu.

## Życiorys
Jiří Louda urodził się w rodzinie profesora rysunku w Kutnej Horze, tam też zdał maturę w 1938 roku. Rozpoczęte studia na Uniwersytecie Technicznym w Pradze przerwało powołanie do wojska rozkazem mobilizacji powszechnej. W 1939 roku spod okupacji przedostał się przez Polskę do Francji, gdzie wstąpił do Legii Cudzoziemskiej i został skierowany do Algierii. Po napaści Niemiec na Francję został przeniesiony do czeskiej jednostki walczącej u boku Francji. Po upadku Francji przedostał się do Wielkiej Brytanii, gdzie od 1941 roku służył w jednostkach powietrznodesantowych. Jednocześnie zdobywał wiedzę z zakresu heraldyki.
Po powrocie do Czechosłowacji w 1946 roku został odznaczony za bojowe zasługi Czechosłowackim Krzyżem Walecznych. Nadal studiował heraldykę, korzystając szczególnie z pomocy księcia Karola VI Schwarzenberga.
Po objęciu władzy przez komunistów w 1948 roku został zwolniony z wojska w stopniu kapitana, następnie więziony i zdegradowany. Po wyjściu z więzienia pracował przez pewien czas w leśnictwie, a od 1953 roku w wydawnictwie książkowym w Ołomuńcu, gdzie zajmował się głównie heraldyką. Heraldyczne grafiki Loudy charakteryzujące się nowoczesnym stylem, pozostają jednocześnie w zgodzie z heraldyczną tradycją i regułami, zbliżone są do stylistyki współczesnej heraldyki brytyjskiej.
Jako heraldyk krytykował często niezgodne z zasadami heraldyki projekty herbów i godeł socjalistycznej Czechosłowacji, zwłaszcza nieheraldyczne godło państwowe. Po aksamitnej rewolucji został zaproszony w 1989 roku na Hradczany przez prezydenta Václava Havla dla omówienia projektów zmiany godła państwowego. Po rozpadzie Czechosłowacji zaprojektował insygnia państwowe Czech, m.in. herb i sztandar prezydenta republiki. W 1991 został oficjalnie zrehabilitowany i awansowany do stopnia pułkownika rezerwy.
28 czerwca 2004 otrzymał doktorat honoris causa Uniwersytetu Palackiego w Ołomuńcu.

## Herb własny
Jiří Louda używa herbu własnego, zarejestrowanego według swojego projektu:
W czerwonej tarczy ponad srebrną belką takaż sześcioramienna gwiazda między dwoma lwami patrzącymi (leopardy) złotymi, z uzbrojeniem i językami błękitnymi, pod belką srebrny uskrzydlony spadochron. Hełm turniejowy ukoronowany z czerwono-srebrnymi labrami. W klejnocie srebrny miecz o złotym jelcu pomiędzy czerwonymi orlimi skrzydłami. Pod tarczą zwisa czechosłowacki krzyż wojenny z 1939 r. i czechosłowacki medal zasługi. Dewiza poniżej tarczy: Quo fas et gloria ducunt.
Tynktura tarczy, figura heraldyczna i gwiazda nawiązują do herbu husyckiego dowódcy Macieja Loudy z Chlumčan. Odznaka spadochroniarska i dwa lwy symbolizują służbę właściciela herbu w brytyjskiej jednostce powietrznodesantowej. Również miecz w klejnocie, dewiza i odznaczenia pod tarczą podkreślają bojową przeszłość Jiříego Loudy.

## Odznaczenia
- Krzyż Wojenny Czechosłowacki 1939 (1946)
- Czechosłowacki Wojskowy Medal Zasługi (Československá vojenská medaile za zásluhy) (1995)
- Medal za Wierność (Medaile za věrnost) (1995)
- Medal 50 rocznicy zakończenia II wojny światowej (1995)
- Odznaka miasta Ołomuńca (1998)
- Medal Za zasługi II stopnia (Medaile Za zásluhy II. stupně, 2000)

## Publikacje
Jiří Louda napisał lub ilustrował między innymi
- Blasons des villes d’Europe, Guidé illustré, Paris, Gründ, 1972;
- Česká města, Praha, Albatros, 1974;
- Česká města : pro čtenáře od 9 let, Praha, Albatros, 1984;
- Česke erby (wraz z Josefem Janačkiem), Praha, Albatros, 1988;
- Lines of Succession (wraz z Michaelem Maclaganem), London, Orbis Publishing, 1981